# Kamień Sołowiecki (Petersburg)
Kamień Sołowiecki (ros. Соловецкий камень) – pomnik powstały w 2002 w Petersburgu z inicjatywy Stowarzyszenia Memoriał. Obecnie pomnik składa się z dużego granitowego kamienia sprowadzonego z Wysp Sołowieckich, położonych nad Morzem Białym, lokalizacji pierwszego obozu, który dał początek radzieckiemu systemowi Gułag. Całość opiera się na granitowej tablicy umieszczonej w poziomie, na której podstawie znajduje się dedykacja w języku rosyjskim:
| „Жертвам коммунистического террора” „Узникам ГУЛАГА” „Борцам за свободу” „Хотелось бы всех поименно назвать… Анна Ахматова” |

Więźniom GUŁAGU

Bojownikom o wolność

Chciałabym wszystkich po imieniu nazwać... Anna Achmatowa
Na kamieniu węgielnym był napis: „На этом месте будет установлен памятник жертвам политических репрессй в П.”/Na tym miejscu zostanie postawiony pomnik ofiar politycznych represji w P. (Petersburgu). Pomnik o tej samej nazwie znajduje się również w Moskwie.